# Csípőslemezű galambgomba
A csípőslemezű galambgomba (Russula acrifolia) a galambgombafélék családjába tartozó, Eurázsiában és Észak-Amerikában honos, Lomb- és fenyőerdőkben élő, nem ehető gombafaj.

## Megjelenése
A csípőslemezű galambgomba kalapjának átmérője 5-14 cm, alakja fiatalon domború, majd laposan kiterül, a közepe bemélyedhet. Széle aláhajló vagy kissé begöngyölt. Felszíne ragadós. Színe barna vagy barnásszürke, a szélénél világosabb árnyalatú. Húsa kemény, vastag; színe fehér, sérülésre vörösödik, szürkül, végül feketedik. Szaga nem jellegzetes, íze a lemezekben csípős, máshol édeskés.
Sűrű, tönkhöz nőtt lemezei között sok a féllemez. Színük fehér vagy halvány krémszínű.
Spórapora fehér. Spórái gömbölydedek vagy elliptikusak, felszínük félig hálózatosan tüskés, méretük 7-9 x 6,5-7 µm. 
Tönkje 3-6 magas és 1-2,5 cm vastag. Alakja hengeres, színe fehér, állaga kemény, hosszant ráncolt, üregesedő. Tövénél foltokban vörösödik, sérülésre vörössé, majd feketévé válik.

### Hasonló fajok
A rózsáslemezű galambgombától igen nehéz elkülöníteni. A vörös-feketedő galambgombáktól (ún. Nigricantinae csoport) csípős lemezével különbözik.

## Elterjedése és termőhelye
Eurázsiában, Észak-Afrikában és Észak-Amerikában honos. Magyarországon nem gyakori.
Középhegységek lomb-, ritkábban fenyőerdeiben található meg. Júliustól októberig terem.

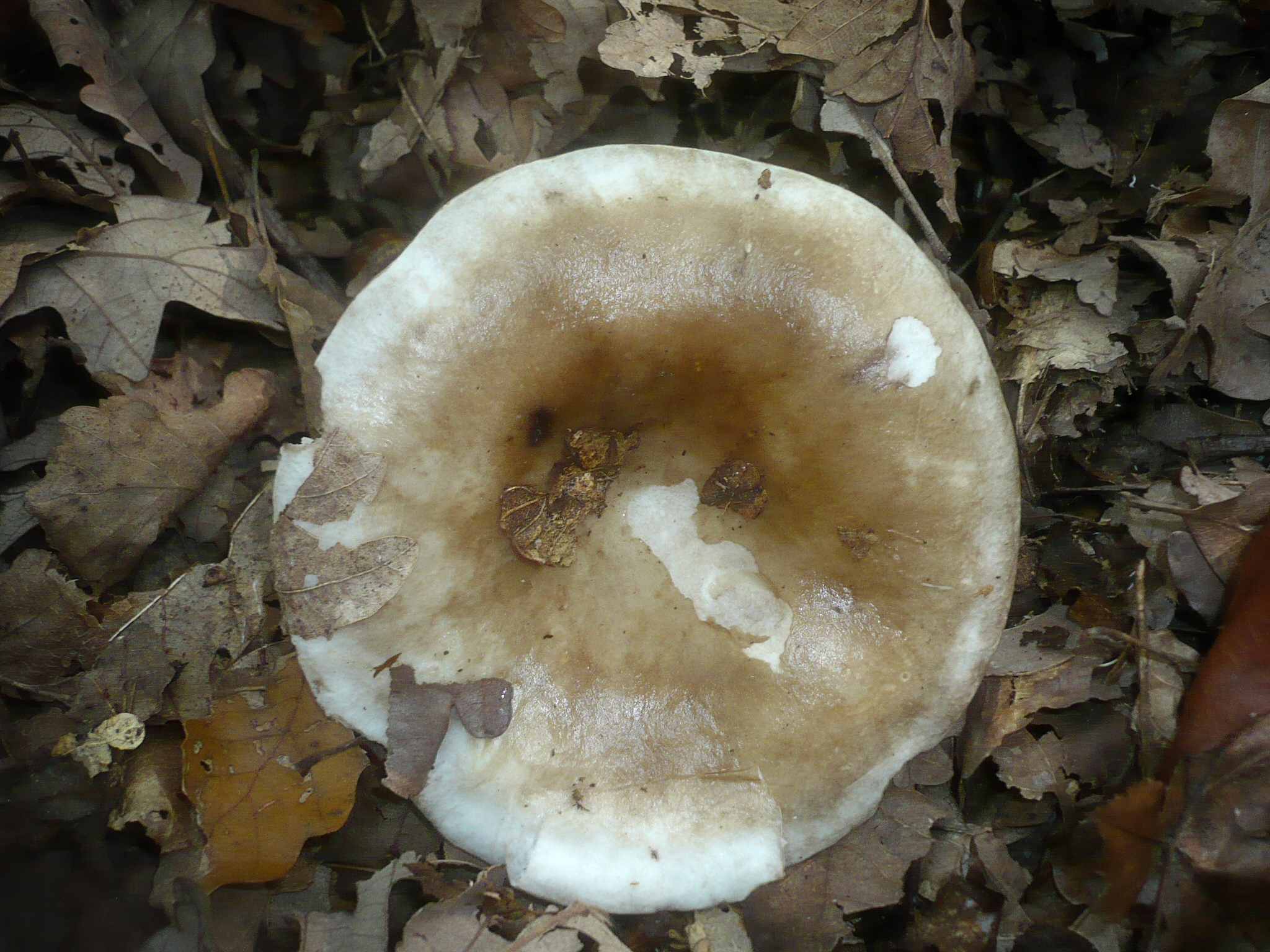
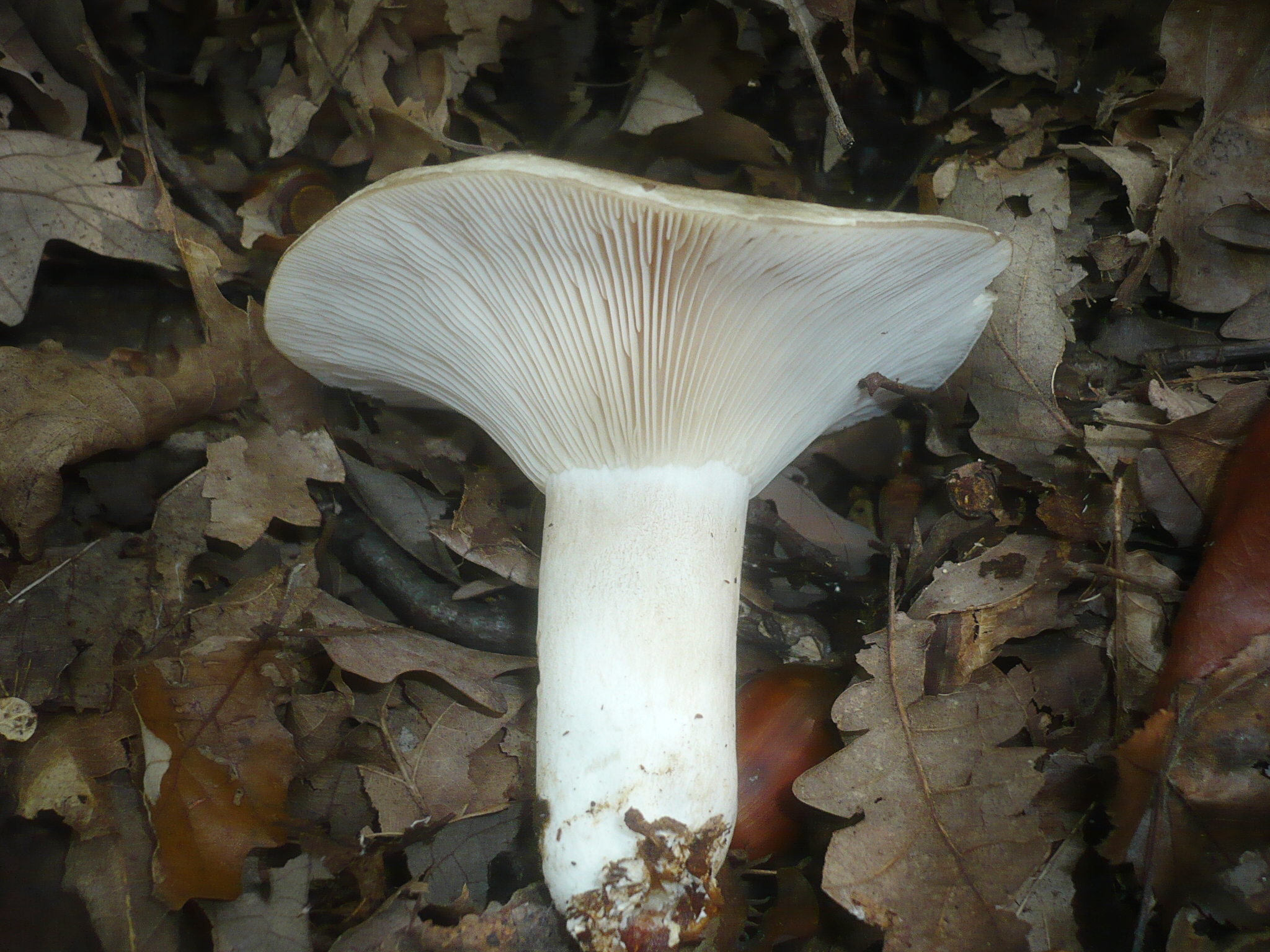
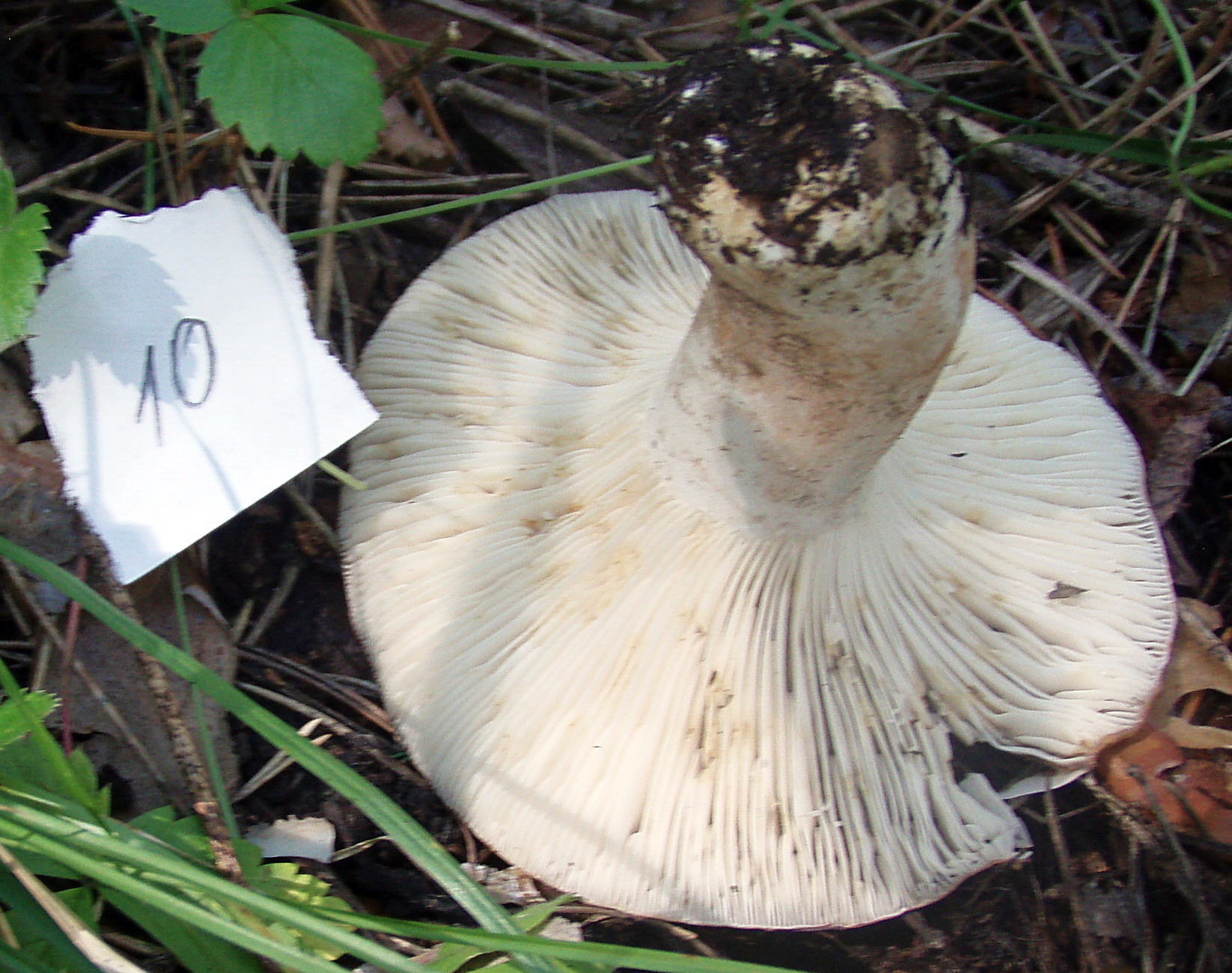

Nem ehető gomba.